# The Millionaire Cowboy (film 1913)
The Millionaire Cowboy (o The Cowboy Millionaire) è un cortometraggio muto del 1913. Il nome del regista non viene riportato nei credit del film che, prodotto dalla Selig Polyscope Company, aveva come interpreti Carl Winterhoff, Winifred Greenwood, Mac Barnes, Adrienne Kroell, William Stowell, William Stowell-

## Produzione
Il film fu prodotto dalla Selig Polyscope Company e venne girato nell'Illinois, a Chicago, sul lago Michigan.
Nel 1909, la Selig aveva prodotto, diretto da Francis Boggs e Otis Turner, un cortometraggio dal titolo The Cowboy Millionaire.

## Distribuzione
Distribuito dalla General Film Company, il film - un cortometraggio di due bobine - uscì nelle sale cinematografiche statunitensi il 3 febbraio 1913.